# BCG-matrix
De BCG-matrix is het bekendste model binnen de portfolio-analyse en is begin jaren zeventig ontwikkeld door de Boston Consulting Group.

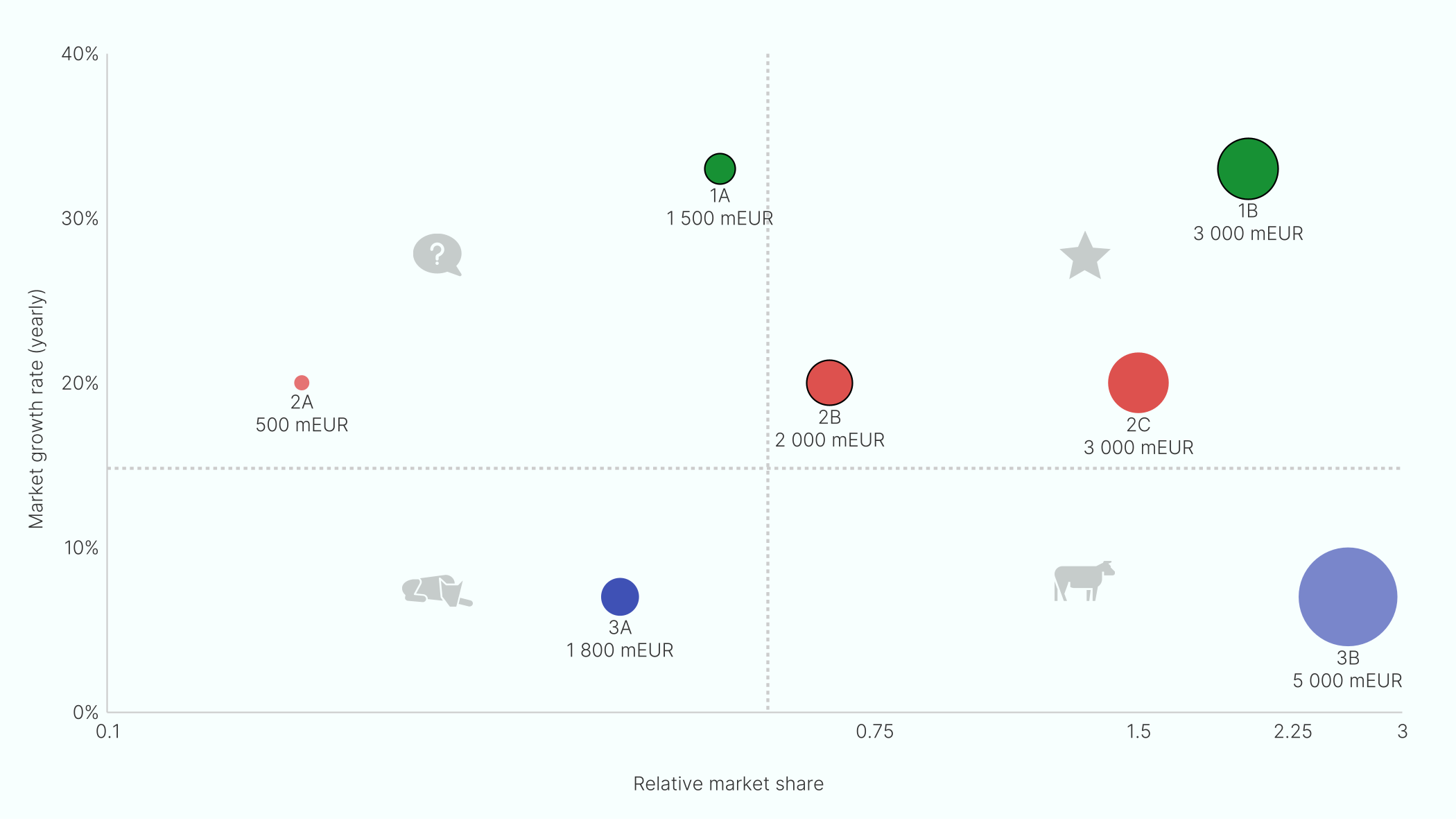
Portfolio-analyse van de Boston Consulting Group: De producten met dezelfde kleur behoren tot dezelfde markt. De producten met een zwarte rand geven de producten aan die tot de eigen onderneming behoren. De grafiek is gemaakt met Fancy BCG Matrix.

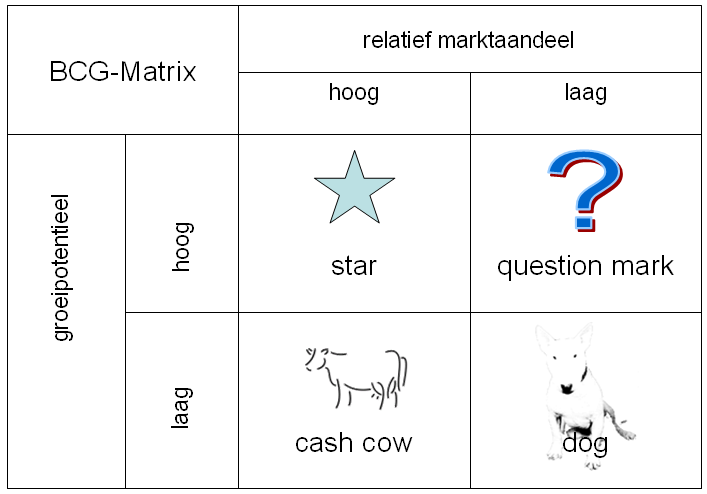
BCG-matrix

## Elementen en strategie
In de BCG-matrix worden producten of (functionele) bedrijfseenheden beoordeeld op een tweetal kenmerken:
1. Het relatieve marktaandeel dat het bepaalde product of haar bedrijfseenheid (SBU) heeft verworven ten opzichte van de grootste speler in de markt.
2. De potentiële groei van de markt voor dat product of haar bedrijfseenheid.

De absolute waarden van de assen zal afhankelijk zijn van de branche of sector waarin geopereerd wordt. Vaak wordt in studieboeken er daarom voor gekozen om de assen aan te duiden met hoog en laag.
Op basis van de BCG-matrix kan een product of haar bedrijfseenheid zich in een van de vier volgende categorieën bevinden:
- Cash cow of melkkoe: hoog marktaandeel in een stabiele, volwassen markt. De cashflow die dit genereert kan gebruikt worden om in een star of question mark te investeren.
- Star of ster: een hoog marktaandeel in een groeimarkt. Met gerichte investeringen dient men de voorsprong te behouden tot de markt volwassen wordt en dit een cash cow wordt.
- Question mark (ook wel problem child of  wild cat of probleemkind): een klein marktaandeel in een groeimarkt. Het is nog onzeker of dit een star of een dog zal worden.
- Dog of hond: klein marktaandeel in een volwassen markt. Indien het bedrijf geen strategisch belang bij dit product heeft, dient zij het af te stoten.

Het ideale ontwikkelingspad voor een product loopt van question mark, via star naar cash cow. Gedurende het ideale ontwikkelingspad gaat het product of de SBU (strategic business unit) geld opleveren. Dit geld wordt geïnvesteerd in een ander of nieuw SBU dat zich nog in het stadium question mark bevindt. Sommige producten komen nooit verder dan question mark, en worden dan wellicht een dog, hetgeen voor het bedrijf in kwestie een dure aangelegenheid is. 
Bedenk dat een dog soms nodig is voor de continuïteit van de cash cows en/of stars. Denk aan de cola van een fastfoodketen. Meestal is dit een typisch voorbeeld van een dog. Deze is echter wel nodig in hun assortiment om de verkoop van cash cows te garanderen. Het meest extreme voorbeeld is een ongevraagde (unsolicited) rating op soevereine staten bij ratingbureaus, deze worden niet betaald en leveren dus geen inkomsten op terwijl ze wel capaciteit opslorpen. Toch zijn deze ratings nodig voor geloofwaardigheid, en omdat veel betaalde ratings en secundaire producten gebruik maken van de ratings van staten.
Vanuit de BCG-matrix kan de strategie van de bedrijfsvoering worden bepaald. Enkele strategische keuzes die kunnen worden gemaakt op basis van een analyse conform de BCG-matrix zijn:
- Vasthouden (hold strategy) (star)
- Oogsten (harvest strategy) (cash cow)
- Desinvesteren (divest strategy) (dog)
- Bouwen (build strategy) (question mark)

## Relatief marktaandeel, marktaandeel en marktgroei berekening[2]
- Relatief marktaandeel: (eigen omzet / totale omzet) / (omzet grootste concurrent / totale omzet).
- Marktaandeel: (totale omzet / 100%) x eigen omzet.
- Marktgroei: (nieuwe omzet – oude omzet) / oude omzet: (€4.326 – €20.543) / €20.543 = -79%.

## Kritiek
De BCG-matrix kent enkele punten van kritiek:
- Een relatief groot marktaandeel, waar de matrix van uitgaat, is geen garantie voor cashflow.
- De matrix houdt geen rekening met onzekerheid, zoals opeens afnemende/instortende markten. Cash cows kunnen daarbij 'zomaar' verdwijnen.
- De marktgroei wordt als een onbeïnvloedbaar gegeven beschouwd. In de praktijk echter, kan het bedrijf in kwestie de marktgroei door investeringen een impuls geven waardoor bijvoorbeeld een cash cow opnieuw een star kan worden.
- Aan de twee factoren die de aantrekkelijkheid bepalen (marktaandeel en marktgroei) wordt eenzelfde waarde toegekend. De waarde is afhankelijk van de externe omstandigheden en strategie van het bedrijf.
- De samenhang tussen producten en productgroepen wordt niet meegenomen. Daar moet bij het gebruik in de praktijk wel rekening gehouden worden.
- De matrix geeft inzicht in de mate van aantrekkelijkheid op basis van slechts twee factoren. Daarom zijn er ook zogenaamde 'meerfactoren-portefeuillematrices' ontwikkeld, zoals de matrix van General Electric.
- De matrix is ontwikkeld voor toepassing in commerciële bedrijven; het helpt bij het nemen van strategische beslissingen om de continuïteit op lange termijn veilig te stellen. Toepassing voor non-profitorganisaties zoals zorginstellingen is niet goed mogelijk, omdat daarbij andere factoren meespelen die de continuïteit sterk beïnvloeden. Daarom zijn er portfoliomodellen voor deze sectoren ontwikkeld, zoals de Mc Millan-matrix (non-profitinstellingen in het algemeen).

In 1994 is door Armstrong & Collopy aangetoond dat de BCG-matrix leidt tot lagere winsten en te allen tijde -net als veel andere marketingtechnieken- vermeden moet worden. Gebruik van de matrix leidt tot overmatige aandacht op het marktaandeel van het product, en tot te veel focus op het gedrag van de concurrentie in plaats van het eigen product en de eigen winst. Bedrijven die in deze zin "competitieve doelen" gebruiken hebben in sterke mate relatief slechte winstcijfers.

## Voorbeeld: Beeldscherm van een computer voor thuisgebruik
- Question Mark: 27"-lcd-beeldscherm — is nu wellicht nog te duur voor de massa.
- Star: 21"-lcd-beeldscherm — steeds meer mensen gaan dit aanschaffen.
- Cash Cow: 19"-lcd-beeldscherm — heel veel mensen hebben dit gekocht, en is nog steeds het meest winstgevend.
- Dog: monitoren met beeldbuis — worden steeds minder verkocht.